# Даг Мо
Даглас Едвин Мо (енгл. Douglas Edwin Moe; Бруклин, Њујорк, САД 21. септембар 1938) је бивши амерички кошаркаш и тренер. Играо на позицији крила. Играо је колеџ кошарку на колеџу у Северној Каролини за Тар хилсе стејт за Аризона стејт Сан девилсе у периоду од 1958. до 1961. године. У АБА лиги је играо у периоду од 1967. па до 1972. године. После престанка бављења кошарком као играч, прешао је у тренере. Као тренер је радио у АБА и НБА лиги. Као главни тренер Денвер нагетса у Националној кошаркашкој асоцијацији (НБА), проглашен је за НБА тренера године 1988.

## Почеци
Рођен у Бруклину у Њујорк, Мо је био истакнути играч на Универзитету Северне Каролине, где је био два пута члан „ол-американ” тима. Међутим, његова универзитетска каријера завршила је контроверзом када је признао да је повезан са скандалом око намештања поена. Мо је наводно добио 75 долара од завереника да намести Арона Вагмана да одлети на састанак у Њу Џерси, који је организовао Моов пријатељ, завереник Лу Браун, али Мо је наводно одбио понуду за тако нешто. Нема доказа да је Мо икада био умешан у заверу, али су његове везе са скандалом упрљале његову репутацију.
Мо је изабран на НБА драфту 1960. године од стране Детроит пистонса, и поново 1961, овог пута од Чикаго пекерса, али је своју професионалну каријеру започео у италијанској Лега Баскет Серији А са Палаканестро Петрарка Падовом,  и касније у АБА лиги са Њу Орлеанс буканирсима, Окланд оксима, Вашингтон кепсима, Каролином кугарсима и Вирџинија сквајерсима. Три пута је освојио АБА ол-стар признања у петогодишњој професионалној играчкој каријери скраћеној због повреда.
Мо је први пут ппостао главни тренер у сезони 1976/77. у Спарсима, након што је служио као помоћни тренер Каролина кугарса и Денвер нагетса. Мо је радио за клупом као тренер укупно 15. година, од којих десет за Денвер нагетсе. Поред Нагетса такође је радио са Сан Антонио спарсима и Филаделфија 76ерсима.

## Денвер нагетси
Мо је започео своју тренерску каријеру у Каролини кугарсима у АБА лиги као помоћни тренер свом саиграчу из УНЦ-а Ларију Брауну у периоду од 1972. до 1974. године. Затим је пратио Брауна у Денвер, где су тренирали Нагетсе од 1974. до 1976. Током те две сезоне, Нагетси су имали скор 125 : 43 (.744). Ушли су у финале АБА лиге 1976. године, али су изгубили од Њујорк нетса у шест утакмица.
Након спајања АБА и НБА лиге 1976. године, Мо је четири сезоне (1976/80.) био главни тренер Сан Антонио спарса, што их је довело до наступа у финалу конференције 1979. Вратио се у Денвер 1980. године да би преузео тим као главни тренер, наследивши Донија Волша. Од 1980. до 1990. године Мо је имао скор од 432 : 357 (.548) и водио Нагетсе до постсезоне девет узастопних година, напредујући све до финала Западне конференције 1985. Он је водио Нагетсе до две титуле на Средњем западу (1984/85. и 1987/88.) и рекордних 54 победа у сезони 1987/88. Исте године је проглашен за НБА тренера године. Под Моовим вођством, напад Нагетса је водио је лигу по броју постигнутих кошева у шест од његових 10. сезона у Денверу.
Мо је најавио одлазак из Нагетса 6. септембра 1990. на конференцији за штампу на којој су он и његова супруга Џејн наздрављали шампањцем. Имао је још три године уговора, али је ухваћен усред реструктурирања фронт-офиса које је покренула компанија Комсат видео ентерпрајзес, инц. која је купила франшизу једанаест месеци раније. Главни извршни директор Комсата Роберт Вуслер је био најкритичнији према његовом начину тренирања. Мо је одликован од стране Нагетса транспарентом, дресом са пензионисаним бројем, на којем пише „432“ због његовог броја победа као главног тренера Нагетса.
Мо је такође био неуспешно главни тренер Филаделфија 76ерса (1992–93.), а његов син Дејвид Мо је био помоћни тренер. Године 1979. довео је Спарсе до финала конференције. Његова укупни тренерски скор у НБА лиги износи 628 : 529 (.543), а његове победе су 19. по броју у историји НБА лиге, али није успео да се уврсти у кошаркашку Кућу славних.

## Статистика као главног тренера

### НБА
| Тим         | Година   | У    | ПОБ | ПОР | УС%  | Пласман             | ПУ | ППОБ | ППОР | ПУС% | Пласман у плеј-офу     |
| ----------- | -------- | ---- | --- | --- | ---- | ------------------- | -- | ---- | ---- | ---- | ---------------------- |
| Сан Антонио | 1976/77. | 64   | 44  | 38  | .537 | 3. у централној     | 2  | 0    | 2    | .000 | Изгубио у првом колу   |
| Сан Антонио | 1977/78. | 82   | 52  | 30  | .634 | 1. у централној     | 6  | 2    | 4    | .333 | Изгубио у конф. полуф. |
| Сан Антонио | 1978/79. | 82   | 48  | 34  | .585 | 1. у централној     | 14 | 7    | 7    | .500 | Изгубио у конф. финалу |
| Сан Антонио | 1979/80. | 66   | 33  | 33  | .500 | (отпуштен)          | —  | —    | —    | —    | —                      |
| Денвер      | 1980/81. | 51   | 26  | 25  | .510 | 4. у средњем западу | —  | —    | —    | —    | Пропустио плеј−оф      |
| Денвер      | 1981/82. | 82   | 46  | 36  | .561 | 2. у средњем западу | 3  | 1    | 2    | .333 | Изгубио у првом колу   |
| Денвер      | 1982/83. | 82   | 45  | 37  | .549 | 2. у средњем западу | 8  | 3    | 5    | .375 | Изгубио у конф. полуф. |
| Денвер      | 1983/84. | 82   | 38  | 44  | .463 | 3. у средњем западу | 5  | 2    | 3    | .400 | Изгубио у првом колу   |
| Денвер      | 1984/85. | 82   | 52  | 30  | .634 | 1. у средњем западу | 15 | 8    | 7    | .533 | Изгубио у конф. финалу |
| Денвер      | 1985/86. | 82   | 47  | 35  | .573 | 2. у средњем западу | 10 | 5    | 5    | .500 | Изгубио у конф. полуф. |
| Денвер      | 1986/87. | 82   | 37  | 45  | .451 | 4. у средњем западу | 3  | 0    | 3    | .000 | Изгубио у првом колу   |
| Денвер      | 1987/88. | 82   | 54  | 28  | .659 | 1. у средњем западу | 11 | 5    | 6    | .455 | Изгубио у полуф. конф. |
| Денвер      | 1988/89. | 82   | 44  | 38  | .537 | 3. у средњем западу | 3  | 0    | 3    | .000 | Изгубио у првом колу   |
| Денвер      | 1989/90. | 82   | 43  | 39  | .524 | 4. у средњем западу | 3  | 0    | 3    | .000 | Изгубио у првом колу   |
| Филаделфија | 1992/93. | 56   | 19  | 37  | .339 | (отпуштен)          | —  | —    | —    | —    | —                      |
| Укупно      |          | 1157 | 628 | 529 | .543 |                     | 83 | 33   | 50   | .398 |                        |